# Westmorland (navío)
La Westmorland o Westmoreland fue una fragata corsaria británica de 26 cañones, que operó en el mar Mediterráneo contra el transporte marítimo francés en represalia por el apoyo prestado por Francia a los revolucionarios americanos durante la Guerra de Independencia de los Estados Unidos.

## Historial de servicio
El incidente más notable de su trayectoria se produjo después de partir de Livorno        (Italia) hacia Gran Bretaña en diciembre de 1778, al mando del capitán Willis Machell. Transportaba una gruesa suma de dinero en pago por el bacalao de Terranova (Livorno era un centro de comercio de este producto), comida y 57 cajas de objetos artísticos enviados por viajeros del Grand Tour como el Duque de Gloucester, sir John Henderson, Francis Basset, lord Lewisham y lord Duncannon. Tras abandonar Mahón, rumbo a Gibraltar, fue perseguida por cuatro buques franceses, dos de línea, el Caton (64 cañones) y el Destin (74) y dos fragatas, la Atalante y la Marianne. Machell tuvo que rendirse ante la superioridad de los dos navíos de guerra franceses el día 7 de enero de 1779. España (aliada entonces con Francia, si bien no estaba todavía en guerra —formalmente, al menos— con Gran Bretaña) autorizó su entrada en el puerto de Málaga a la mañana siguiente.

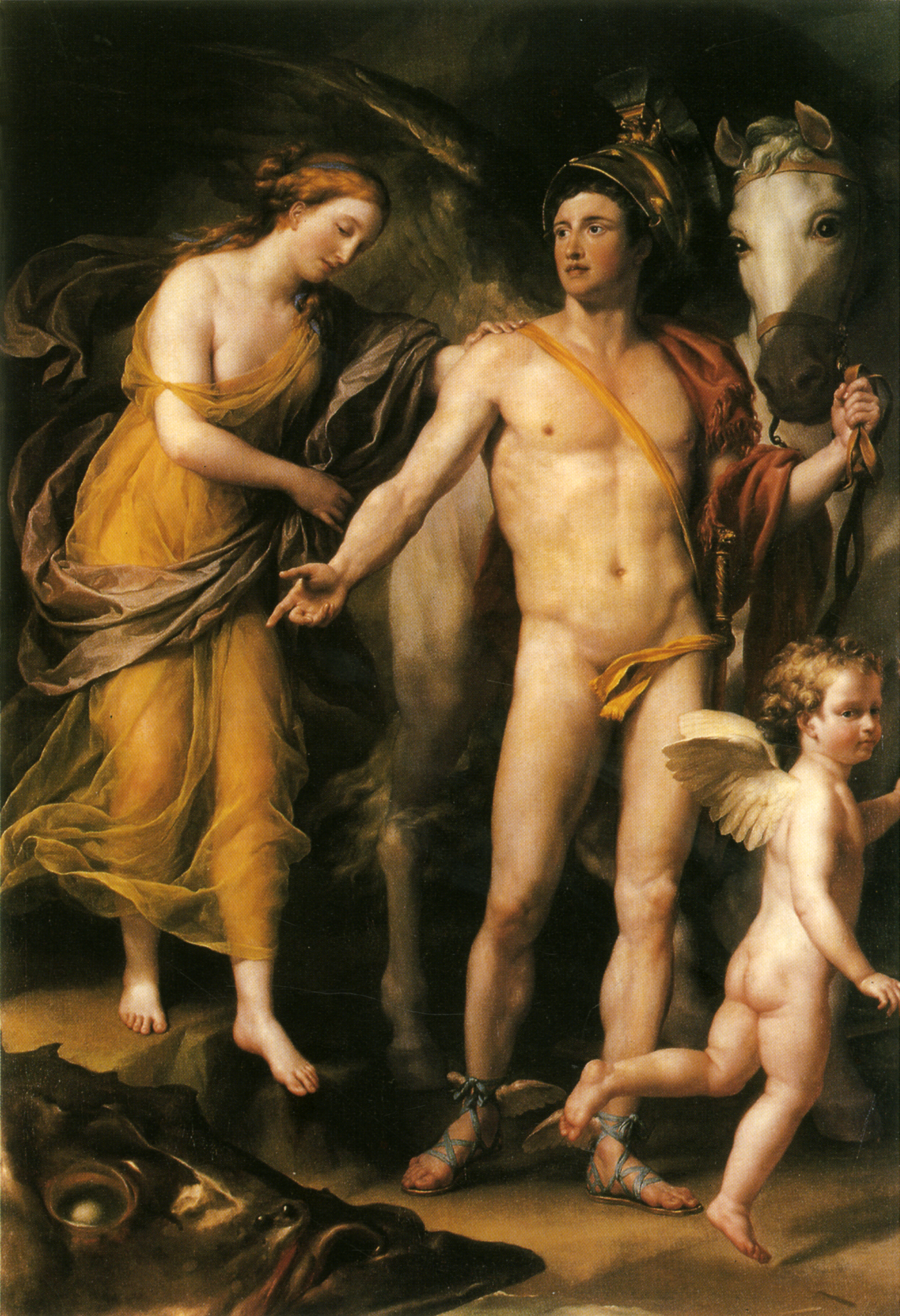
Perseo y Andrómeda, por Anton R. Mengs (~1773), otro de los cuadros capturados (Museo del Hermitage, Rusia).

En Málaga, su contenido artístico fue vendido por el comandante de la flotilla francesa, brigadier d'Espineuse, a la casa de comerciantes de origen irlandés Quilin, Galwey y O'Brien y estos a la Sociedad de Lonjistas de Madrid. El capitán Willis Machell informó de que el barco transportaba «bienes extremadamente preciosos», entre ellos un cuadro que tasaba en 10.000 pesos (los franceses se habían adueñado ya del dinero en efectivo de la Westmorland). El rey fue informado por su primer ministro, el Conde de Floridablanca, de la captura y de las características de la carga que consistía en "libros, estampas y obras de arte".
En 1783, al finalizar la guerra, el rey Carlos III compra las obras de arte a la Sociedad de Lonjistas de Madrid por 360.000 reales de plata (mucho menos de los 600.000 doblones de oro que se pedían en un principio, pero aun así una suma considerable). Se trasladan a Madrid en carretas en dos envíos, uno en octubre y otro en noviembre y se depositan inicialmente en la sede de la Real Academia de Bellas Artes de San Fernando. Sin embargo, los retratos de Francis Basset y de Lord Lewisham, pintados por Batoni, fueron enviados a la Secretaría de Estado por orden de Floridablanca y otras obras al Palacio Real y a la Casita del Príncipe (El Pardo).
Aunque el cónsul británico en Cádiz había informado inicialmente al Almirantazgo británico de que la Westmorland y su carga habían sido incautadas como legítimo botín de guerra, cumpliéndose para ello la regulación del corso, se sucedieron las peticiones de los embajadores británicos para la recuperación de los retratos y objetos personales, ofreciéndose sus antiguos propietarios a recomprarlas. La negociación sobre la liberación de tripulación de la Westmorland se resolvió intercambiando prisioneros franceses y españoles capturados por la Royal Navy. La correspondencia al respecto, de primer nivel ministerial, se prolongó durante diez años y se conserva en diversos archivos españoles y británicos.
En la actualidad las obras de arte se localizan en el Museo del Prado, la Real Academia de Bellas Artes de San Fernando, Patrimonio Nacional y el Museo Arqueológico Nacional, a excepción de una caja de reliquias de mártires destinadas a lord Arundell, que fue devuelta sin abrir al Nuncio Apostólico. Sin embargo, el cuadro de Perseo y Andrómeda de Mengs, adquirido en Roma por Sir Watkin Williams Wynn, se envió a París y más tarde acabó en la colección de Catalina la Grande, hoy en el Museo del Hermitage. Mientras tanto, en 1784 se pagaron en Londres las 100.000 libras por las que se habían asegurado en Livorno las piezas. El navío fue rebautizado y revendido a la Sociedad de Lonjistas de Madrid que lo empleará en el comercio americano, aunque volvió a ser capturado en el Caribe por los británicos.